# Tommaso Villa

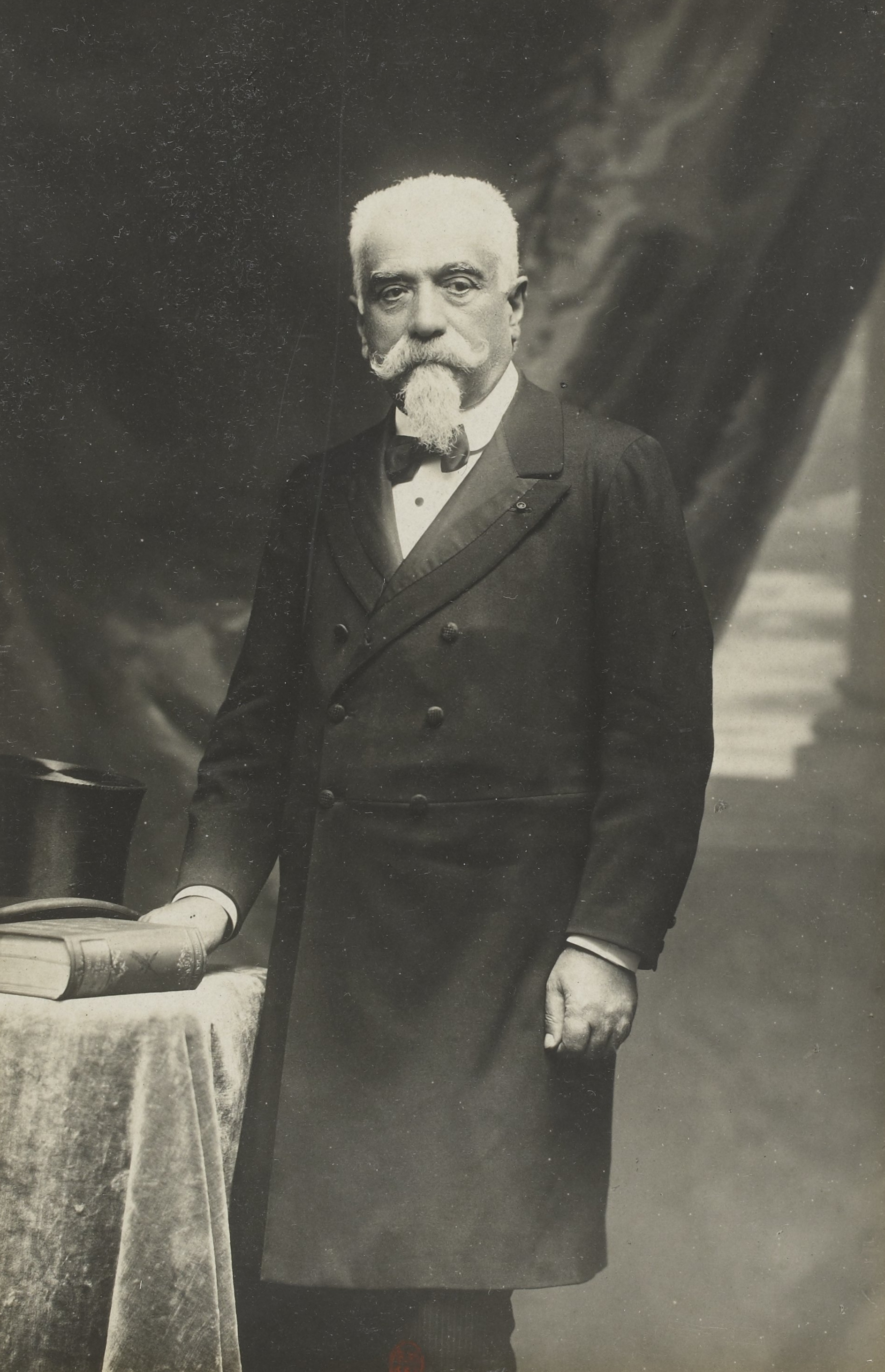
Tommaso Villa

Tommaso Villa (* 29. Januar 1829 in Canale; † 24. Juli 1915 in Turin) war ein italienischer Abgeordneter und Minister.
Villa studierte in Turin und wurde in das Kollegium von Friaul aufgenommen. Er wurde Mitglied der Abgeordnetenkammer, wo er der linken Partei angehörte. Die Kammer wählte ihn mehrfach zum Vizepräsidenten. Außerdem war er Senator des Königreichs und Mitglied des Gemeinderats von Turin.
Im Juli 1879 wurde Villa durch Benedetto Cairoli zum Innenminister ernannt, im darauffolgenden November übernahm er nach einer Regierungskrise auch das Ressort Justiz. Am 14. Mai 1881 trat er als Minister zurück und schloss sich der Pentarchie an.
Im Alter von 86 Jahren starb Tommaso Villa am 24. Juli 1915 in Turin.